# Sunyani
Sunyani je grad u Gani, glavni grad regije Brong-Ahafo i sjedište distrikta Sunyani. Nalazi se na zapadu zemlje, 75 km od granice s Obalom Bjelokosti. Nalazi se u području prašume, u regiji u kojoj obitava najviše slonova u Gani, tako da je kroz povijest bio poznat po trgovini bjelokosti.
Danas je najpoznatiji kao centar proizvodnje i distribucije kakaa. U okolici se nalaze brojne plantaže kakaovca. Distrikt Sunyani također je jedno od mjesta na kojima je najprisutniji dječji rad, gdje djeca (koja većinom kao produkt trgovine ljudima dolaze iz siromašnije Burkine Faso) rade na plantažama. Gana i međunarodna zajednica poduzimaju velike napore kako bi tu pojavu suzbile.
Prema popisu iz 2000. godine, Sunyani je imao 61.992 stanovnika. Jedan je od gradova s najvećim prirastom stanovništva u državi.